# Serrall dels Domenges
La Serrall dels Domenges és una serra situada als municipis de la Bisbal de Montsant i Margalef al Priorat, amb una elevació màxima de 488 metres.